# Senuše
Senuše so naselje v Občini Krško.